# Olympische Sommerspiele 1972/Teilnehmer (Marokko)
| Gelbes Symbol für Goldmedaillen mit stilisierten Olympischen Ringen | Graues Symbol für Silbermedaillen mit stilisierten Olympischen Ringen | Braundes Symbol für Bronzemedaillen mit stilisierten Olympischen Ringen |
| ------------------------------------------------------------------- | --------------------------------------------------------------------- | ----------------------------------------------------------------------- |
| —                                                                   | —                                                                     | —                                                                       |

Marokko nahm an den Olympischen Sommerspielen 1972 in München mit einer Delegation von 35 Athleten (33 Männer und zwei Frauen) an neunzehn Wettkämpfen in fünf Sportarten teil. Es konnte keine Medaille gewonnen werden.

## Teilnehmer nach Sportarten

### Boxen
Männer
- Ali Ouabbou
Fliegengewicht: 2. Runde

- Lahcen Maghfour
Federgewicht: 1. Runde

- Mohamed Sourour
Leichtgewicht: 1. Runde

### Fußball
Männer
- Zwischenrunde

- Kader
  - Tor

1 Allal Ben Kassou
12 Mohamed Hazzaz
19 Ahmed Belkorchi
  - Abwehr

2 Boujemaâ Benkhrif
3 Larbi lhardane
4 Abdallah Lamrani
14 Ahmed Najah
15 Abdelfattah Jafri
17 Mustapha el Zaghrari
  - Mittelfeld

5 Khalifa Elbakhti
6 Mustapha Yaghcha
8 Abdelali Zahraoui
10 Ahmed Mohamed Tati
16 Mohammed El Filali
  - Sturm

7 Abdallah Tazi
9 Ahmed Faras
11 Mahjoub Ghazouani
13 Abdelmajid Hadry
18 Mohamed Merzaq

### Judo
Männer
- Moustafa Belhmira
Leichtgewicht: 19. Platz

- Boubker Slimani
Mittelgewicht: 19. Platz

- Tijini Ben Kassou
Schwergewicht: 7. Platz
Offene Klasse: 7. Platz

### Leichtathletik
| Männer - Lahcen Samsam Akka Kugelstoßen: 15. Platz - Mohamed Bouboud 4 × 400 Meter: Vorläufe - Omar Chokhmane 200 Meter: Viertelfinale 4 × 400 Meter: Vorläufe - Salah Fettouh 4 × 400 Meter: Vorläufe - Omar Ghizlat 400 Meter: Viertelfinale 4 × 400 Meter: Vorläufe - Mohamed Makdouf 1500 Meter: Vorläufe | Frauen - Fatima El Faquir 100 Meter: Vorläufe 200 Meter: Vorläufe - Malika Hadky 800 Meter: Vorläufe |

### Ringen
Männer
- Mohamed Karmous
Fliegengewicht, griechisch-römisch: 2. Runde

- Ali Lachkar
Bantamgewicht, griechisch-römisch: 3. Runde

- Mohamed Bahamou
Leichtgewicht, griechisch-römisch: 3. Runde